# Championnat de France Superbike
Le Championnat de France Superbike (FSBK-FE), anciennement nommé « Championnat de France Open de Vitesse », est le principal championnat motocycliste de vitesse en France. Il regroupe de nombreuses catégories, le Superbike, le Supersport, le Supersport 300 et le Side-car pour la saison 2023.
Créé en 1981 par le Président de la Fédération française de motocyclisme  de l'époque, Benjamin Savoye, afin de regrouper les Championnats de France Inters et Nationaux qui se couraient jusque-là séparément, le Championnat de France Superbike (ex Championnat de France Open de Vitesse) a vu passer, à un moment ou à un autre, la totalité des pilotes français qui se destinait au haut-niveau.
La toute première épreuve s'est déroulée le 9 avril 1981 à Nogaro et vit la victoire de Jacques Bolle en 125 cm3, de Jean-François Baldé en 250 cm3, de Marc Fontan en 500 cm3 et de Alain Michel en Side-car. Ces pilotes se virent également titrer à la fin de la saison, à l'issue des trois épreuves (Nogaro, Paul-Ricard, Le Mans) qui composaient le Championnat 1981. En effet, ce n'est que plusieurs années plus tard que le Championnat de France Superbike prit sa vitesse de croisière avec sept ou huit épreuves par saison, les premières éditions se contentant de trois ou quatre manches chaque année.
Les premières années du championnat virent la participation de tous les pilotes français de Grands Prix qui étaient fort nombreux à l'époque, certaines grilles de départ n'avaient pas grand-chose à envier aux grilles des Grands Prix.
Lors de sa création, ce championnat comportait quatre catégories (125 cm3, 250 cm3, 500 cm3 et Side-car). Depuis, de nombreuses évolutions sont intervenues et seule la catégorie Side-car perdure. Les 125 cm3, 250 cm3 et 500 cm3 ont disparu, par contre de nouvelles catégories, telles le Supersport, le Superbike ou le Supersport 300, sont arrivées.

## Historique
| Championnat de France Superbike |
| Saison |
| --- |
| Championnat de France Superbike 2009 |
| Articles relatifs |
| Superbike Championnat du monde de Superbike Championnat du monde MotoGP Championnat du monde de Supersport Championnat du monde de Supersport 300 British Superbike Championship AMA Superbike |

Le championnat est créé en 1981. Il s'appelle alors « Championnat de France Open » et comprend les catégories 125, 250, 500 et Side-car. En 1985, une première, le titre 250 cm3 est accordé à deux pilotes, Jean-François Baldé et Jean-Michel Mattioli, qui finissent à égalité parfaite au classement. Trois ans plus tard, la catégorie Production est créée, future Superbike.
1991 marque l'année de la suppression de la catégorie 500 cm3 et le changement de nom pour la catégorie « Production » qui devient « Superbike ». La catégorie Supersport est ajoutée aux championnats en 1993. Cette même année, Le titre Superbike n'est pas attribué (en raison d'une réclamation sur la nationalité du vainqueur).
En 1998 est créée une catégorie Stockbike réservée aux machines de 1 000 cm3 correspondant à la réglementation Promosport et une catégorie Side-car F2. L'année suivante, la catégorie « Stockbike » est rebaptisée « Stocksport ».
La catégorie Superbike est remplacée par la catégorie Super-Production en 2002. En 2004, des changements interviennent avec la création d’un championnat de France Cadets au sein du Championnat de France Open 125 cm3, réservé aux pilotes de moins de seize ans, et la suppression de la catégorie 250 cm3.
En 2007, le Championnat de France Open est rebaptisé « Championnat de France Superbike ». La catégorie « Stocksport » est à son tour supprimée. La catégorie Super-Production est remplacée par la catégorie Superbike. En 2009, un seul changement, le Trophée de France Pirelli Junior 600 devient « Trophée de France Pirelli 600 ».

## Les recordmens
Le recordman (en 2024) de titres de Champions de France est Sébastien Delannoy avec quinze titres en Side-car, David Muscat avec huit titres (cinq en Supersport, deux en Superbike et un en 250 cm3) suivi de Jean-Claude Selini (sept titres en 125 cm3) et Alain Michel (sept titres en Side-car) et Kevin Rousseau (six titres en passager Side-car).
On retrouve également des pilotes tels que, Julien Da Costa (quatre titres dont deux en Supersport, un en Stocksport et un en Superbike) ou Christian Sarron (quatre titres dont deux en 250 cm3 et deux en 500 cm3).

## Palmarès depuis 1981
| Saison | 125 cm3            | 125 cadets         | 250 cm3                                  | 500 cm3             | Supersport 300    | Supersport        | Superbike          | Stocksport         | Side-car                               |
| ------ | ------------------ | ------------------ | ---------------------------------------- | ------------------- | ----------------- | ----------------- | ------------------ | ------------------ | -------------------------------------- |
| 1981   | Jacques Bolle      |                    | Jean-François Baldé                      | Marc Fontan         |                   |                   |                    |                    | Alain Michel / Michael Burkhard        |
| 1982   | Jean-Claude Selini |                    | Jacques Bolle                            | Marc Fontan         |                   |                   |                    |                    | Alain Michel / Alain Tergella          |
| 1983   | Jean-Claude Selini |                    | Christian Sarron                         | Louis-Luc Maisto    |                   |                   |                    |                    | Alain Michel / Claude Monchaud         |
| 1984   | Jean-Claude Selini |                    | Christian Sarron                         | Marie-Paul Violland |                   |                   |                    |                    | Alain Michel / Jean-Marc Fresc         |
| 1985   | Jean-Claude Selini |                    | Jean-François Baldé Jean-Michel Mattioli | Christian Sarron    |                   |                   |                    |                    | Alain Michel / Jean-Marc Fresc         |
| 1986   | Patrick Daudier    |                    | Jean-Michel Mattioli                     | Christian Sarron    |                   |                   |                    |                    | Alain Michel / Jean-Marc Fresc         |
| 1987   | Jean-Claude Selini |                    | Jean-Philippe Ruggia                     | Thierry Rapicault   |                   |                   |                    |                    | Alain Michel / Jean-Marc Fresc         |
| 1988   | Jean-Claude Selini |                    | Bruno Bonhuil                            | Rachel Nicotte      |                   |                   | Thierry Crine      |                    | Henri Golemba / Robert Barillon        |
| 1989   | Jean-Claude Selini |                    | Adrien Morillas                          | Bernard Gitton      |                   |                   | Alex Vieira        |                    | Jean-Louis Millet / Claude Debroux     |
| 1990   | Thierry Ciffreo    |                    | Jean-Pierre Jeandat                      | Jean-Paul Lecointe  |                   |                   | Jean-Yves Mounier  |                    | Jean-Louis Millet / Claude Debroux     |
| 1991   | Alain Bronec       |                    | Frédéric Protat                          |                     |                   |                   | Jean-Yves Mounier  |                    | Jean-Louis Millet / Claude Debroux     |
| 1992   | Noël Ferro         |                    | David Muscat                             |                     |                   |                   | Jean-Yves Mounier  |                    | Claude Bay / Thierry Crochet           |
| 1993   | Frédéric Petit     |                    | Bernard Cazade                           |                     |                   | Rachel Nicotte    | non attribué       |                    | Marc Thilloy / Bruno Gouger            |
| 1994   | Alain Bronec       |                    | Régis Laconi                             |                     |                   | Rachel Nicotte    | Adrien Morillas    |                    | Marc Thilloy / Bruno Gouger            |
| 1995   | Frédéric Petit     |                    | Christophe Cogan                         |                     |                   | Jéhan D'Orgeix    | Jean-Marc Delétang |                    | Michel Ferrand / Jean-Louis Gouger     |
| 1996   | Bertrand Stey      |                    | Sébastien Gimbert                        |                     |                   | Stéphane Chambon  | Stéphane Chambon   |                    | Jean-Marc Degraeve / Bertrand Jeambrun |
| 1997   | Arnaud Vincent     |                    | Sébastien Gimbert                        |                     |                   | Jéhan D'Orgeix    | Jean-Marc Delétang |                    | Jean-Noël Minguet / Thierry Prince     |
| 1998   | Randy de Puniet    |                    | Vincent Philippe                         |                     |                   | Jéhan D'Orgeix    | Christophe Guyot   | Thierry Rogier     | Jean-Noël Minguet / Stéphane Poilque   |
| 1999   | Jimmy Petit        |                    | Vincent Philippe                         |                     |                   | Eric Mahé         | Jéhan D'Orgeix     | Bernard Cazade     | Yann Hansen / Antonio Soares           |
| 2000   | Jimmy Petit        |                    | Sylvain Guintoli                         |                     |                   | David Muscat      | Frédéric Protat    | Bernard Cazade     | Yann Hansen / Antonio Soares           |
| 2001   | Erwan Nigon        |                    | Eric Mizera                              |                     |                   | David Muscat      | Frédéric Protat    | Frédéric Moreira   | Jean-Noël Minguet / Stéphane Poilque   |
| 2002   | Grégory Lefort     |                    | Éric Bataille                            |                     |                   | David Muscat      | Jean-Marc Delétang | Julien Da Costa    | Jean-Noël Minguet / Nicolas Bidaut     |
| 2003   | Grégory Lefort     |                    | Samuel Aubry                             |                     |                   | Julien da Costa   | David Muscat       | Olivier Four       | Sébastien Delannoy / Mickaël Capon     |
| 2004   | Alexis Masbou      | Maxime Berger      |                                          |                     |                   | David Muscat      | Julien Da Costa    | Stéphane Duterne   | Sébastien Delannoy / Mickaël Capon     |
| 2005   | Mathieu Gines      | Clément Dunikowski |                                          |                     |                   | David Muscat      | Matthieu Lagrive   | Guillaume Dietrich | Sébastien Delannoy / Nicolas Bidaut    |
| 2006   | Clément Dunikowski | Clément Dunikowski |                                          |                     |                   | Julien da Costa   | David Muscat       | Guillaume Dietrich | Sébastien Delannoy / Nicolas Bidaut    |
| 2007   | Alexis Michel      | Clément Dunikowski |                                          |                     |                   | Kenny Foray       | Guillaume Dietrich |                    | Philippe Le Bail / Christian Chaigneau |
| 2008   | Valentin Debise    | Valentin Debise    |                                          |                     |                   | Olivier Four      | Guillaume Dietrich |                    | Sébastien Delannoy / Grégory Cluze     |
| 2009   | Cyril Carrillo     | Grégory Di Carlo   |                                          |                     |                   | Mathieu Gines     | Sébastien Gimbert  |                    | Mickael Ducouret / Bastien Herman      |
| 2010   | Grégory Di Carlo   | Morgan Berchet     |                                          |                     |                   | Grégory Leblanc   | Erwan Nigon        |                    | Franck Barbiert / Emmanuel Debroise    |
| 2011   | Jordan Lévy        |                    |                                          |                     |                   | Denis Bouan       | Sébastien Gimbert  |                    | Sébastien Delannoy / Sébastien Lavorel |
| 2012   | Robin Anne         |                    |                                          |                     |                   | Grégory Leblanc   | Julien Da Costa    |                    | Sébastien Delannoy / Sébastien Lavorel |
| 2013   | Christophe Arciero |                    |                                          |                     |                   | Mathieu Gines     | Grégory Leblanc    |                    | Sébastien Delannoy / Sébastien Lavorel |
| 2014   | Hugo Casadesus     |                    |                                          |                     |                   | Lucas Mahias      | Grégory Leblanc    |                    | Sébastien Delannoy / Kevin Rousseau    |
| 2015   |                    |                    |                                          |                     |                   | Cedric Tangre     | Grégory Leblanc    |                    | Sébastien Delannoy / Kevin Rousseau    |
| 2016   |                    |                    |                                          |                     |                   | Hugo Clere        | David Checa        |                    | Sébastien Delannoy / Kevin Rousseau    |
| 2017   |                    |                    |                                          |                     |                   | Cedric Tangre     | Kenny Foray        |                    | Sébastien Delannoy / Kevin Rousseau    |
| 2018   |                    |                    |                                          |                     |                   | Louis Bulle       | Jeremy Guarnoni    |                    | Sébastien Delannoy / Kevin Rousseau    |
| 2019   |                    |                    |                                          |                     | Hugo Girardet     | Maximilien Bau    | Mathieu Gines      |                    | Sébastien Delannoy / Kevin Rousseau    |
| 2020   |                    |                    |                                          |                     | Gregory Carbonnel | Stéphane Frossard | Mathieu Gines      |                    | Sébastien Delannoy / Nicolas Bidault   |
| 2021   |                    |                    |                                          |                     | Florent Da Cunha  | Valentin Debise   | Mathieu Gines      |                    | Paul Léglise / Sébastien Lavorel       |
| 2022   |                    |                    |                                          |                     | Enzo Dahmani      | Valentin Debise   | Kenny Foray        |                    | Perillat / Kotchan                     |